# Wavrille
Wavrille – miejscowość i gmina we Francji, w regionie Grand Est, w departamencie Moza.
Według danych na rok 1990 gminę zamieszkiwało 41 osób, a gęstość zaludnienia wynosiła 8 osób/km² (wśród 2335 gmin Lotaryngii Wavrille plasuje się na 1004. miejscu pod względem liczby ludności, natomiast pod względem powierzchni na miejscu 999.).